# Sintonia
Sintonia est une série télévisée brésilienne créée et dirigée par KondZilla, et diffusée depuis le 9 août 2019 sur Netflix. C'est la cinquième série de Netflix produite au Brésil après 3%, O Mecanismo, Samantha! et Coisa Mais Linda.
La série a été renouvelée pour sa deuxième saison, dont le lancement est prévu pour 2021,.

## Synopsis
Narrée à travers les perspectives de trois amis d’enfance, l'histoire se déroule dans une favela de São Paulo . Doni avance dans le milieu de la musique, Nando évolue dans le trafic de drogue et Rita s’implique dans une église évangélique. Malgré leurs différents chemins, ils restent liés.

## Distribution
- Jottapê (pt) : Donizete ( Doni / Mc Doni )
- Christian Malheiros (pt) : Luiz Fernando Silva ( Nando )
- Bruna Mascarenhas : Rita
- MC M10 : Formiga
- Vinícius de Oliveira : Éder
- Rosana Mari : Jussara
- Danielle Olímpia : Cacau
- Júlia Yamaguchi : Scheyla
- Leilah Moreno (pt): Mc Dondoka
- Júlio Silvério : Jaspion
- Jefferson Silvério : Rivaldinho
- Fabrício Araújo : Juninho
- Vanderlei Bernardino : Seu Chico
- Fernanda Viacava :  Sueli
- Felipe Vidal : Stephano
- Martha Meola (pt) : Mãe do Stephano
- Dani Russo : elle-même
- MC Kekel (pt) : lui-même
- Bruno Gadiol : Levi

## Production
La société de production Losbragas, qui avait déjà produit la série humoristique Samantha! pour Netflix, a pris connaissance de l'idée de KondZilla de faire un court métrage sur trois jeunes adolescents de la favela qui voulaient acheter des baskets chères. Après négociations, l'idée du court métrage s'est transformée en projet de série et les personnages ont atteint des objectifs différents et un scénario plus complexe.

## Épisodes

### Première saison (2019)
1. Ils ont coffré Cacau (Pegaram a Cacau)
2. Pour la famille (Fiz uma pro crime)
3. Une deuxième chance (Segunda chance)
4. La Responsabilité (O certo pelo certo)
5. De grands accomplissements (Faz teu nome)
6. Au même rythme (Mesma sintonia)

### Deuxième saison (2021)
1. La Famille de cœur (Família a gente que escolhe)
2. Des univers différents (Mundos diferentes)
3. Le Pouvoir de l'attraction (Se juntar nois dois hoje vai dar kaboom!)
4. Régler ses dettes (Aqui se faz, aqui se paga)
5. Travail divin (Mil Cairão ao teu lado)
6. La Beillée (Vigília)

### Troisième saison (2022)
1. Quand la vie paraît
2. Alias : Formiga
3. Celui qui me garde ne sommeillera pas
4. À la grâce de Dieu
5. Chemin de fuite
6. Un petit café ?

### Quatrième saison (2023)
1. Sauver mon frère
2. Le sosie
3. Université
4. prison pour femmes
5. ultime confrontation
6. Tête brûlée
7. Couture
8. La reddition

### Cinquième saison (2025)
1. Les surprise de la vie
2. On récolte ce que l'on sème
3. Saint ou pécheur ?
4. Les fantômes du passé
5. Première affaire
6. Fin de l'histoire

## Réception
Joel Keller de Decider a décrit Sintonia comme un « regard fascinant sur la vie dans les favelas de São Paulo, où les gens sont créatifs et pleins d'espoir, malgré des circonstances difficiles ».

## Bande son
1. Funk da Netflix
2. Te Amo Sem Compromisso
3. Passei de Nave
4. Não Vai Ser Fácil (Taxado de Boy)
5. Tira Meu Nome da Boca
6. Porque Ele Vive